# Bộ luật Nhân quyền Quốc tế
Bộ luật Nhân quyền quốc tế (tiếng Anh: International Bill of Human Rights) là tên gọi chung cho bộ ba văn kiện nhân quyền quốc tế do Liên Hợp Quốc soạn bao gồm Tuyên ngôn Quốc tế Nhân quyền (thông qua năm 1948), Công ước Quốc tế về các Quyền Dân sự và Chính trị (1966) với hai nghị định thư đính kèm và Công ước Quốc tế về các Quyền Kinh tế, Xã hội và Văn hóa. Hai công ước chính đã được nhiều nước tham gia và có hiệu lực năm 1976.
Ban đầu một dự luật các quyền được thực hiện với nhiều hướng, cách nhìn khác nhau đã được hình thành. Sau đó Liên Hợp Quốc đã tổng hợp quy hoạch lại các dự luật để tạo thành Tuyên ngôn Quốc tế về Nhân quyền, một công ước cùng các biện pháp thực hiện. Ban soạn thảo quyết định chuẩn bị hai tài liệu: Một bản tuyên bố mà theo đó sẽ đặt ra nguyên tắc và tiêu chuẩn chung về quyền con người, và một dưới dạng quy ước sẽ xác định cụ thể quyền và giới hạn của họ. Tại lần họp thứ hai vào tháng 12 năm 1947 Ủy ban đã quyết định đặc tên "Dự luật Nhân quyền Quốc tế" cho một loạt các văn kiện chia thành ba nhóm: Một là tuyên bố, hai là quy ước (sau này đổi thành công ước), ba là các hướng dẫn thực hiện. Ủy ban đã soạn thảo một phác thảo tổng hợp trong lần họp thứ ba của mình vào tháng 5 - tháng 6 năm 1948 trong đó tập hợp ý kiến của các chính phủ. Nó không ghi thời gian tiến hành thực hiện nhưng có thể xem như là một công ước ước hay các câu hỏi cho bản hướng dẫn thực hiện.